# Dogecoin
Dogecoin (cod: DOGE, simbol: Ɖ și D) este o monedă virtuală (criptomonedă) derivată din Litecoin introdusă pe 8 decembrie 2013. Dogecoin îl înfățișează pe sigla sa pe Shiba Inu din fenomenul pe internet Doge. 
La fel ca și în cazul Bitcoin, monedele Doge se generează pe baza rezolvării unor blocuri de ecuații.  Dogecoin are un program inițial de producție a monedelor rapid în comparație cu alte monede virtuale. Vor fi aproximativ 100 de miliarde de monede în circulație la sfârșitul lui 2014. Ulterior, 5,2 miliarde de monede vor fi produse pe an. La data de 1 februarie 2014, au fost minați 40,578,746,592 de Dogecoin. 
Chiar dacă sunt puține aplicații comerciale pentru Dogecoin, moneda ia tracțiune ca un sistem de bacșiș pe internet unde utilizatorii de rețele sociale oferă bacșiș în Dogecoin către alți utilizatori pentru oferirea de conținut interesant sau remarcabil. Dogecoin este asociat cu mottoul "Către lună! (To the moon!)"

## Utilizare și schimburi
Dogecoin este un altcoin cu o bază mare de utilizatori și este tranzacționat atât cu monede fiat, cât și cu alte criptomonede pe mai multe schimburi de criptomonede de renume și platforme de investiții.
Tranzacționarea articolelor fizice și tangibile în schimbul DOGE are loc în comunități online precum Reddit și Twitter, unde utilizatorii din astfel de cercuri împărtășesc frecvent informații legate de criptomonede.
Dogecoin a fost, de asemenea, folosit într-o încercare de vânzare a proprietății și a fost folosit în industria pornografiei și a jocurilor de noroc.

### Dogetipbot
Dogetipbot a fost un serviciu de tranzacții cu criptomonede utilizat pe site-uri populare precum Reddit și Twitch. Le-a permis utilizatorilor să trimită Dogecoins altor utilizatori prin comenzi prin comentarii Reddit. În mai 2017, Dogetipbot a fost întrerupt și scos offline după ce creatorul său a declarat faliment; acest lucru a făcut ca mulți utilizatori Dogetipbot să-și piardă monedele stocate în sistemul Dogetipbot.

## Tehnologie și DeFi
DeFi (finanța descentralizată) este o formă de finanțare care nu se bazează pe intermediari, cum ar fi agent de vânzări, burse sau bănci pentru a oferi instrumente financiare. Acest lucru se realizează folosind „contract smart”, care sunt acorduri automate executorii care nu au nevoie de intermediari precum o bancă sau un avocat, ci folosesc în schimb tehnologia blockchain online. Proiectul Ren a permis ca Dogecoin (renDOGE) să fie utilizat în blockchain-ul Ethereum și să acceseze rețeaua DeFi. Majoritatea monedelor DeFi folosesc rețeaua blockchain Ethereum.
Monedele conectate DeFi folosesc aplicații descentralizate ("dApps") pentru a tranzacționa cu bursele descentralizate (DExs). Un exemplu de Dexs este Uniswap; acestea sunt în întregime schimburi peer-to-peer, fără ca nicio companie sau altă instituție să furnizeze platforma.

## Vezi și
- Meme

## Legături externe
- coinmarketcap.com - dogecoin